# Alejandro Escalona
Adrián Alejandro Escalona Martínez mais conhecido como Escalona (Santiago, 14 de agosto de 1979), é um ex-futebolista chileno que atuava como lateral-esquerdo. Participou da lendária Batalha dos Aflitos que rendeu o título do Campeonato Brasileiro Série B de 2005 ao Grêmio, sendo dos cinco jogadores expulsos, um dos quatro jogadores gremistas nessa partida, pelo lado do Naútico, Batata foi expulso.

## Títulos
Colo-Colo
- Campeonato Chileno de Futebol (2): 1997 Clausura,[2] 1998[2]

River Plate
- Campeonato Argentino de Futebol (1): 2002 Clausura[2]

Everton
- Primera B (1): 2003

Grêmio
- Campeonato Brasileiro Série B (1): 2005[2][1][3]
- Campeonato Gaúcho (1): 2006[2]